# Raskravallerna i Bonanza
Raskravallerna i Bonanza ägde rum 1904 i staden Bonanza, ett gruvsamhälle i västra Arkansas i USA. Kolföretag kunde betala afroamerikaner mindre i lön vilket ofta resulterade i att vita (européer och amerikaner) kände att deras jobb var hotade. En mobb bestående av vita kolgruvarbetare i Bonanza fördrev därför svarta arbetare under första veckan i maj 1904. Ingen dödades under detta upplopp men i andra gruvsamhällen i USA förekom att människor dödades i samband med raskonflikter. 